# Stade Lucien Yoshida
Das Stade Lucien Yoshida ist ein Fußballstadion mit Leichtathletikanlage in der Gemeinde Koné auf Neukaledonien, eine zu den Französischen Überseegebieten gehörende Inselgruppe im südlichen Pazifik. 

## Geschichte
Die Anlage wurde 1985 eröffnet und ist u. a. die Heimspielstätte des Fußballvereins JS Baco. Es wurde, aufgrund seines Fassungsvermögens von 3000 Zuschauern,  von anderen Clubs für Spiele der OFC Champions League, genutzt. So z. B. von Hienghène Sport und dem Ne Drehu FC in der Saison 2022. Durch die Leichtathletikanlage um die Naturrasenfläche, lässt sich die Sportstätte auch für Leichtathletikveranstaltungen nutzen, so zum Beispiel auch bei Veranstaltungen der Pazifikspiele 2011.
Auch die neukaledonische Fußballnationalmannschaft nutzt das Stade Lucien Yoshida, etwa am 15. November 2016 bei einem 0:0 gegen Neuseeland während der Qualifikation für die Weltmeisterschaft 2018.